# Guardia Suiza Pontificia
La Guardia Suiza Pontificia, conocida simplemente como Guardia Suiza (en latín: Custodes Helvetici; en italiano: Guardia Svizzera), es un cuerpo militar encargado de la seguridad del papa y de la Santa Sede. Otro cuerpo de guardias de origen suizo se encargó también de la seguridad del palacio de Versalles (Francia), durante el reinado de Luis XVI. El jefe ceremonial de la Guardia Suiza es el papa, soberano de la Ciudad del Vaticano. En la actualidad, es el ejército profesional más pequeño del mundo, pues tiene solo 135 soldados.

## Historia

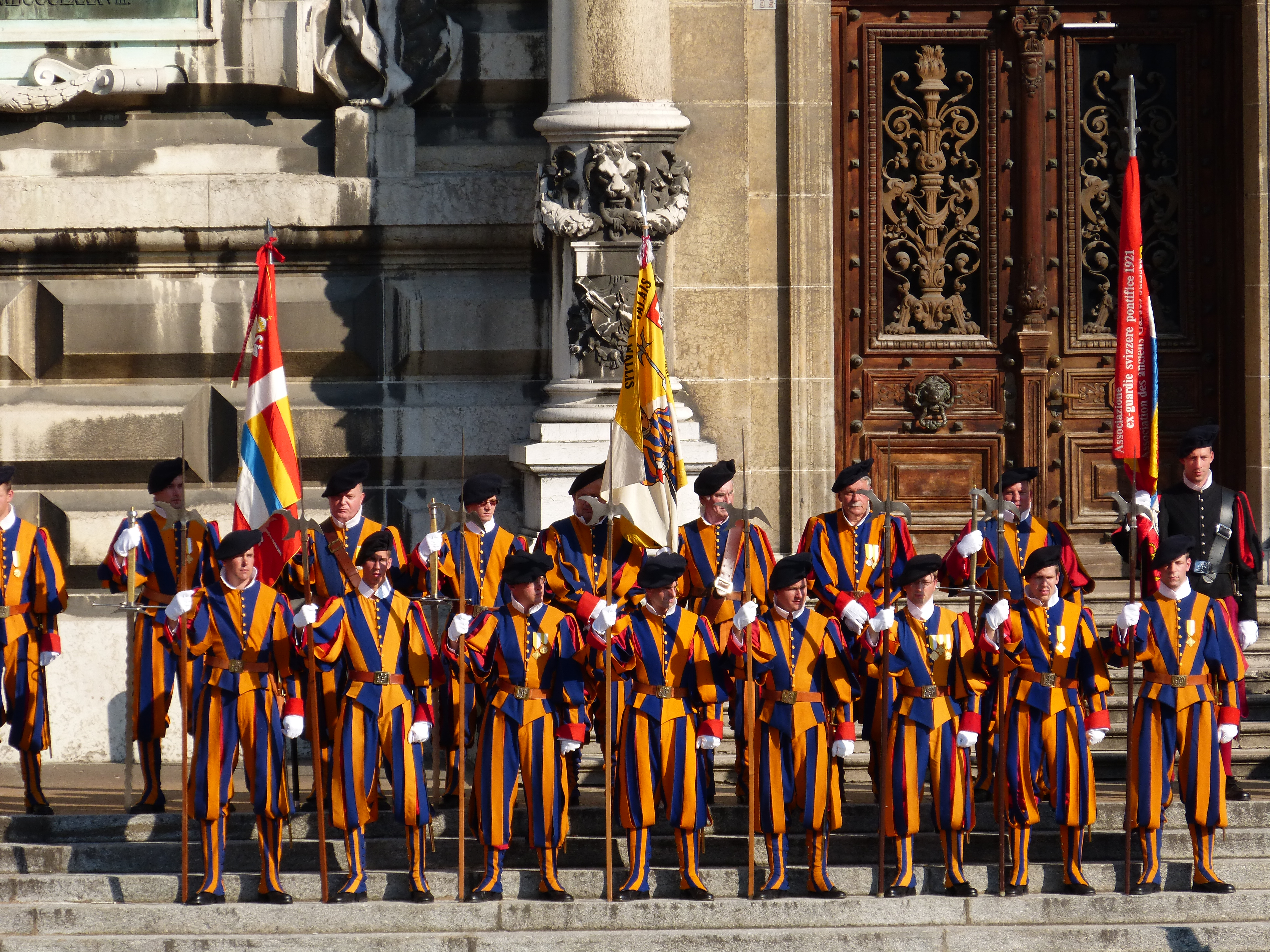
Antiguos Guardias Suizos en Lausana.

La historia de la Guardia Suiza tiene su origen en el siglo XVI. El papa Sixto IV firma una alianza con la Confederación Suiza, construye cuarteles en Via Pellegrino y contrata mercenarios suizos. El pacto fue renovado por Inocencio VIII para usarlos contra el duque de Milán. Alejandro VI los utilizó durante su alianza con el rey de Francia. Durante la época de los Borgia, sin embargo, comenzaron las guerras italianas, en las cuales los mercenarios suizos eran un accesorio en la línea del frente entre las facciones beligerantes, a veces por Francia y, a veces por la Santa Sede o el Sacro Imperio Romano Germánico. Los mercenarios se reclutaron cuando se oyó decir que el rey Carlos VIII de Francia planeaba una guerra en contra de Nápoles, entre cuyos participantes estaba el cardenal Giuliano della Rovere, el futuro Julio II.
La Guardia Suiza actual fue creada el 21 de enero de 1506, tres años después de que el papa Julio II ocupara la silla de San Pedro y pidiera a la nobleza suiza soldados para su protección, formando una compañía de 150 hombres. En ese momento, la elección lógica fueron los mercenarios suizos, debido a la reputación que habían ganado en las Guerras de Borgoña. La fecha oficial de su fundación es, pues, el 21 de enero de 1506.

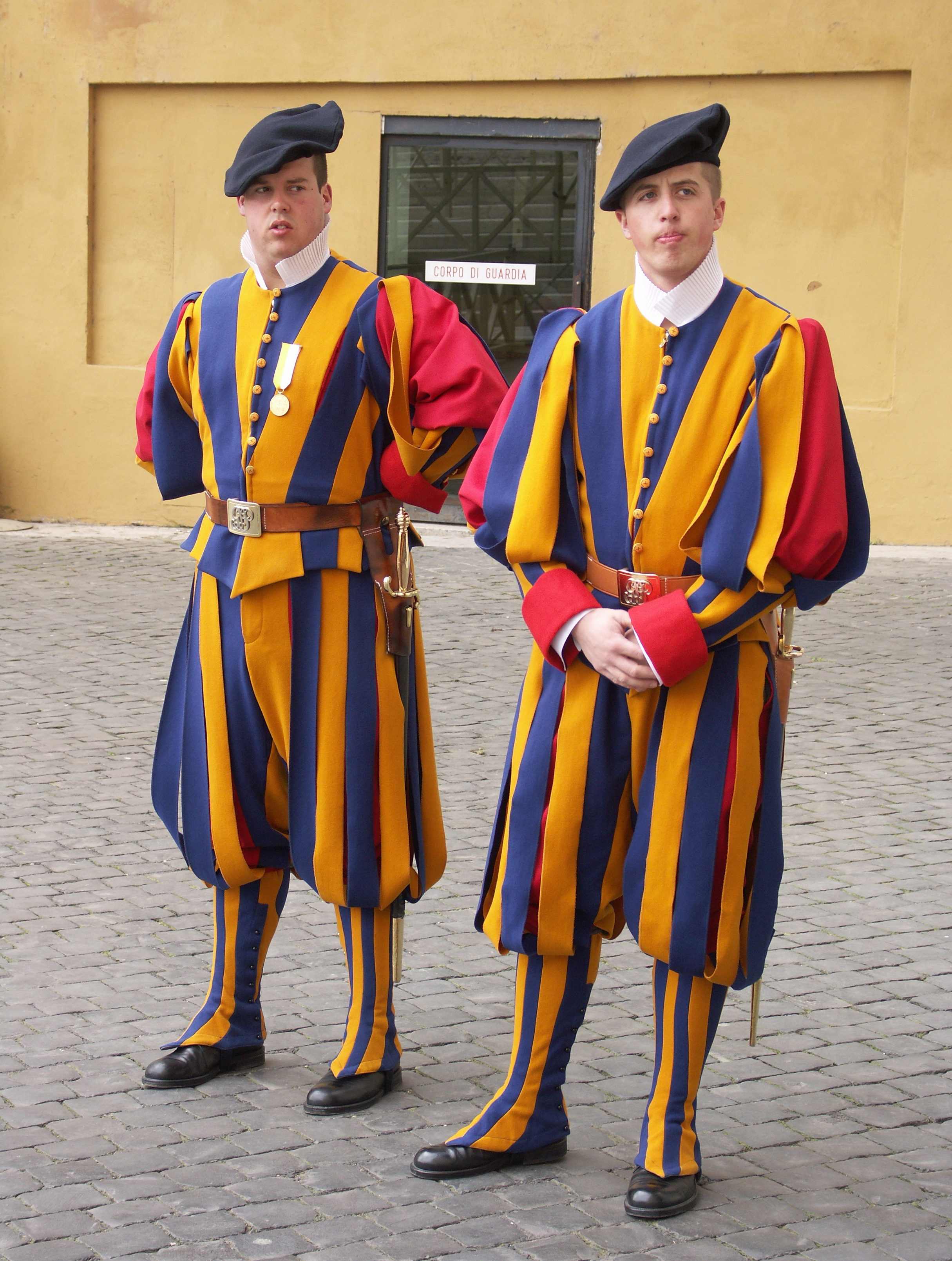
Guardia Suiza con su uniforme tradicional.

Diversos hechos de armas han inmortalizado la bravura de estos soldados, pero el más memorable ocurrió el 6 de mayo de 1527 cuando se enfrentaron durante el saqueo de Roma a las tropas del emperador Carlos I integradas por diez mil lansquenetes, entre cinco mil y seis mil soldados españoles y un grupo irregular de italianos, comandados todos ellos por el condestable Carlos de Borbón. Lucharon ante la basílica de San Pedro y siguieron combatiendo mientras retrocedían hasta los escalones del altar mayor. Sobrevivieron solo 42 de los 189 guardias suizos; estos formaron un círculo alrededor del papa Clemente VII y lograron que escapara por un pasaje llamado Passetto di Borgo que conduce al castillo de Sant'Angelo. El capitán de la guardia, Caspar Röist, herido, buscó refugio en su casa, donde fue asesinado por soldados españoles frente a su esposa.
Rememorando este hecho, cada 6 de mayo los nuevos alabarderos juran sus cargos ante el papa y los ascendidos toman posesión.
La función de la Guardia Suiza es la protección del Papa y del Estado soberano de Ciudad del Vaticano. Está compuesta por 135 soldados: el Comandante, con el rango de coronel, quien es la máxima autoridad militar del cuerpo; el vicecomandante, con rango de teniente coronel; un capellán, con rango de teniente coronel; un oficial con rango de comandante, dos oficiales con rango de capitán, 23 suboficiales, 104 alabarderos y dos tamborileros.
Son entrenados en procedimientos militares y manejo de armas de fuego modernas, como el fusil suizo SIG 550, el subfusil alemán HK MP5 y las pistolas automáticas suizas SIG Sauer P220 y P226.
También se les enseña a manejar la espada y la alabarda. 
Reciben entrenamiento en autodefensa, así como instrucción básica y avanzada en tácticas defensivas de guardaespaldas utilizadas en la protección de jefes de Estado y de Gobierno.
Los reclutas deben ser varones que cumplan los siguientes requisitos:
- Su estado civil debe ser soltero.
- Mínimo 1,74 m de estatura.
- Edad actual entre 19 y 30 años de edad.
- Poseedores de un título profesional o grado de secundaria.
- Su fe debe ser católica.
- Poseedores de la ciudadanía suiza.
- Haber cumplido una instrucción básica en las Fuerzas Armadas Suizas y haber obtenido certificados de buena conducta.

La bandera porta en la parte inferior las armas de Julio II, en la superior las del papa actual y en el centro las armas de su comandante.
Pueden casarse si prorrogan su enrolamiento por dos años más, siendo necesaria la aprobación del capellán.

## Uniforme

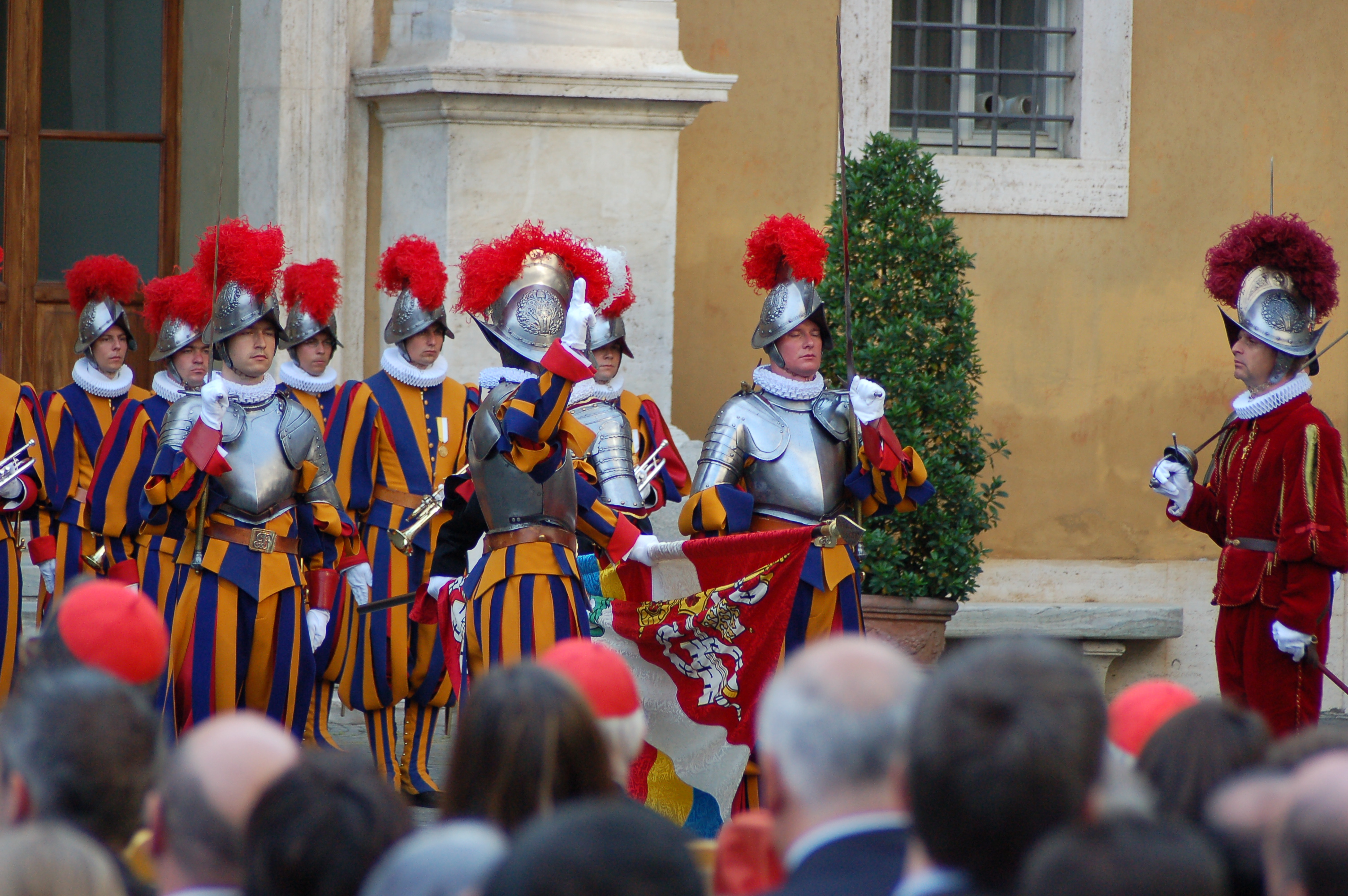
Jura de bandera.

El actual uniforme fue diseñado por el Comandante de la Guardia Jules Répond (1910-1921) inspirado en los frescos de Rafael y no en un modelo que se atribuye a Miguel Ángel, como se afirma. Los colores corresponden a la librea (basado en el escudo) de la Casa de Della Rovere, a la que pertenecía el papa Julio II, por lo que es considerado uno de los uniformes militares en activo más antiguos del mundo, siendo mucho más vistoso, alegre y brillante que el que tenían hasta ya bastante avanzado el siglo XIX: el morrión, ornado con una pluma roja o blanca, según el grado o rango; los guantes blancos, la coraza, que aún tiene una reminiscencia medieval. El morrión, negro o en metal, es similar al que llevaban los soldados españoles en el siglo XVI. El color rojo fue introducido por el papa León X, en referencia al escudo de los Médicis. El uniforme bermejo de los oficiales está basado en el que usaban los guardias del Imperio español durante el reinado de Felipe II. Van armados de alabarda y espada ropera, aunque al prestar servicio añaden armas modernas de infantería, pistolas, ametralladoras, subfusiles y fusiles de asalto, además de explosivos con los que realizan un alto entrenamiento profesional y táctico militar.
Los guardias suizos no usan propiamente botas altas, aunque sí calzas a las piernas, sujetas a la altura de la rodilla por una liga dorada y cubiertas por polainas según la ocasión y clima. Este uniforme expresa la alegría de ser soldado, de combatir y de estar al servicio del papa. Aunque también el color rojo simboliza la sangre derramada en defensa del Papado.

## Cuartel
La Guardia Suiza tiene su cuartel frente al Palacio Apostólico Pontificio.